# 그랜드마 보이
《그랜드마 보이》(Grandma's Boy)는 미국에서 제작된 니콜라우스 구슨 감독의 2006년 코미디 영화이다. 린다 카델리니 등이 주연으로 출연하였고 엘런 코버트 등이 제작에 참여하였다.

## 출연

### 주연
- 린다 카델리니
- 엘런 코버트

### 조연
- 피터 단테
- 셜리 존스
- 셜리 나이트
- 조엘 무어
- 케빈 닐론
- 도리스 로버츠
- 닉 스워드슨
- 조나 힐
- 켈빈 유
- 척 처치
- 스콧 핼버스타트
- 헤이디 호킹
- 쉐너 하이아트

## 기타
- 조감독: 존 넬슨
- 미술: 페리 앤드린 블레이크
- 의상: 마야 리버맨
- 배역: 리사 런던
- 배역: 캐서린 스트라우드